# Jerzy Faff

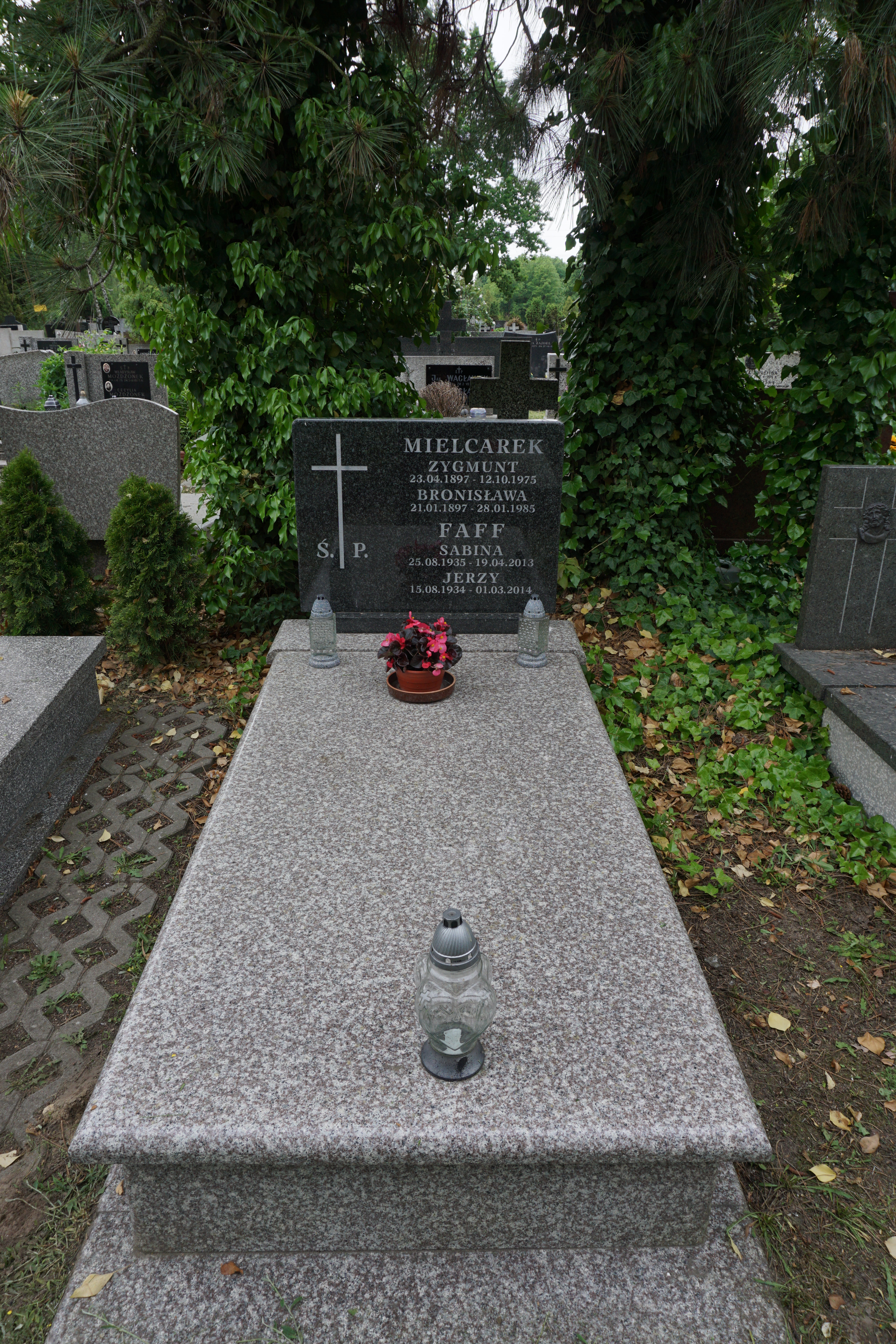
Grób Jerzego Faffa na cmentarzu komunalnym Północnym

Jerzy Faff (ur. 15 sierpnia 1934, zm. 1 marca 2014) – polski specjalista w zakresie fizjologii pracy i toksykologii, prof. dr hab. n. med.
W młodości uprawiał m.in. boks, szermierkę, a później także tenis ziemny oraz jazdę na nartach. Był wieloletnim pracownikiem Instytutu Sportu w Warszawie, gdzie piastował między innymi funkcję przewodniczącego Rady Naukowej i Komisji Etyki Badań Naukowych, a następnie honorowego przewodniczącego Rady Naukowej. Był również pracownikiem Wojskowego Instytutu Higieny i Epidemiologii im. gen. Karola Kaczkowskiego (WIHiE). Piastował funkcję zastępcy redaktora naczelnego branżowego czasopisma "Biology of Sport".
Zmarł 1 marca 2014. Pochowany na cmentarzu komunalnym Północnym w Warszawie.